# إي. برترام موت
إي. برترام موت (بالإنجليزية: Elias Bertram Mott) هو محامي أمريكي، ولد في 11 مارس 1879 في روكاواي ‏ في الولايات المتحدة، وتوفي في 23 سبتمبر 1961.